# Gieorgij Pimonow
Gieorgij Arsienjewicz Pimonow, ros. Георгий Арсеньевич Пимонов (ur. w 1899 roku w Grodnie, zm. w łagrze na Syberii w 1955 roku) – rosyjski działacz społeczno-kulturalny w międzywojennej Polsce, staroobrzędowiec.
Ukończył gimnazjum w Orenburgu, po czym studiował na wydziale chemii uniwersytetu w Moskwie i Uniwersytetu im. Stefana Batorego w Wilnie. Po wejściu Wileńszczyzny w skład II Rzeczypospolitej w 1920 roku, znalazł się na polskim terytorium państwowym. W okresie międzywojennym był jednym z czołowych działaczy Kościoła Staroobrzędowego w RP. W 1925 roku wszedł w skład Rady Naczelnej Staroobrzędowców w Polsce. Od 1930 roku redagował dziennik wileński „Nasze wriemia”. Pod koniec czerwca 1931 roku w Warszawie uczestniczył w I Wszechpolskim Zjeździe Rosyjskich Organizacji Mniejszościowych w Polsce. W styczniu 1939 roku objął funkcję zastępcy przewodniczącego Rady Naczelnej Staroobrzędowców w Polsce. Po zajęciu Litwy przez Armię Czerwoną latem 1940 roku, został aresztowany podczas próby nielegalnego przekroczenia granicy z Niemcami. Po procesie skazano go na karę wieloletniego łagru. Przebywał w obozie na północy ZSRR, a następnie na Syberii, gdzie zmarł w 1955 roku.